# تشلسي فينتر
تشلسي فينتر (بالإنجليزية: Chelsea Winter)‏ هي صاحبة مطعم نيوزيلندية، ولدت في 1983 في هونغ كونغ في الصين.